# Теория человекоцентрированных систем
Теория человекоцентрированных систем или Личностно-центрированная теория систем (нем. Personzentrierte Systemtheorie; англ. The Person-centered Systems Theory) — многоуровневый концепт, целью которого является реконструкция и объяснение человеческого опыта, действий и процессов взаимодействий таким образом, чтобы по возможности избежать неуместного сведения к фокусу отдельных и индивидуальных методов психологии. Данная теория развивается немецким профессором Юргеном Крицом.
Подход принимает во внимание результаты исследований и аспекты разных видов дискурса, а особенно: гуманистической психотерапии (humanistic psychotherapy), синергетики (synergetics), Гештальтпсихологии (Gestalt psychology), биосемиотики (biosemiotics) вместе с эволюционной психологией (evolutionary psychology).
Теория человекоцентрированных систем, как подчеркивает Криц, не является ни методом, ни набором методов. Её цель — обеспечить теоретическое основание для интегрирования ценных научных наработок индивидуальных «школ» в более современные достижения других научных дисциплин.

## Четыре уровня процесса
Ядром теории человеконцентрированных систем является человек в его повседневной жизни с необходимой заинтересованностью в создании материального, в основном организованного, мира с неуловимой мультикомпонетностью мира (физико-химических) стимулов (раздражителей, которые провоцируют к действиям). Криц связывает множественность соответствующих процессов с двумя уровнями общего процесса. Хотя, он подчеркивает, что это чисто аналитическое разделение, принимая во внимание то, что воздействия со всех четырёх уровней процесса на жизнедеятельность и действия, эффективны в привязке к каждому уровню. Кроме этого, дальнейшие процессы могут отличаться в зависимости от конкретного задания. Следующие четыре уровня следует рассматривать как необходимый минимум того, что требуется учитывать, чтобы систематически не игнорировать существенные эффекты.

### Психологические процессы
Это основной уровень, на котором люди генерируют значения и ценности. Люди соединены с миром посредством восприятия и действий; посредством мыслей, а также эмоциональных процессов, они оценивают эти процессы и способны к самонаблюдению.

### Межличностные процессы
Этот уровень связан с микросоциальными структурами пар, семей или команд, для которых тет-а-тет коммуникация является привычной. Такие термины как «схема взаимодействия» или «коммуникативные структуры» указывают на то, что значения их выражения и их вклад во взаимное сотрудничество обсуждается в совместных взаимодействиях. Каждый считает, что знает ожидания друг друга и поддается влиянию этих ожиданий или, даже более, руководствуется ими. Это сеть взаимных инсинуаций, которая стабилизирует «реальность», даже если большое количество из них, по сути, являются неверными. Так как эти предположения редко проговариваются, то шансы что-то изменить ничтожно низки. Ежедневный опыт, также как и исследования, демонстрирует, как люди часто выставляют себя жертвами других или обстоятельств, хотя они сами неосознанно приобщаются к поддержке этой модели.
Психотерапия, консультирование и коучинг обычно, рассматривают процессы на уровнях (a) и (b) и часто также их взаимодействие, хотя воздействие других уровней процесса значительно нивелируется.

### Культурные процессы
Обычно люди ни самостоятельно, ни во взаимодействии с другими не осознают значения слов и предложений, ожиданий знакомых, внутренних образов, понятия «как работает совместное проживание» и т. д. Скорее, разные культуры и субкультуры передают значения, которые важным образом воздействуют на процессы уровней (a) и (b). Ориентиры касательно значений событий в «раньше и сейчас» формируются в средствах массовой информации, разговоров с сотрудниками и из других источников вне семейного круга. Эти влияния остаются, в своём большинстве, несознательными.
Значение уровня культуры, который постоянно действует на людей, никоим образом не ограничивается культурными событиями, например, проходящими в организациях, законодательстве и средствах массовой информации. Наоборот, социокультурные аспекты серьёзно влияют на то, каким образом люди воспринимают и понимают себя, своих друзей и «мир». Это чётко проявляется, если принимать во внимание взаимозависимости уровней (а) и (с): Если люди хотят разобраться в себе, своих мыслях и действиях, тогда им необходимо использовать «инструменты культуры» из их социального окружения. Это соответствует действительности, особенно когда идёт речь конкретно об их личных, глубоко внутренних «субъективных процессах» (эффектах, восприятии и т. д.).
Действия уровня культурного процесса остаются преимущественно скрытыми от ежедневного осознания. Хотя, они — важные компоненты структур и человеческих ожиданий от мира и других людей, так же как и их личных ожиданий того, что другие ожидают от них.

### Телесные процессы
В соответствии с эффект-логикой Чомпи (Ciompi’s affect logic), Криц подчеркивает, что в любой момент оба, когнитивно-психический и аффективный, процессы появляться одновременно в человеческом организме. Из-за более медленного изменения биохимических параметров, аффективные процессы формируют скелет быстроизменяющихся когнитивных процессов с их биоэлектрическим основанием. Более того, скрытое понимание человеческого организма, которое проходит от раннего опыта, а также от эволюционных реформирований, имеет очень важное значение. Это долго оставалось недооцененным, но сейчас обсуждается под термином «социальный мозг» («social brain»).
Люди, практически не знакомы с этими структурирующими воздействиями процессов человеческого тела, которые описаны в (а) и (b). Именно из-за этого или же по другой причине, эти процессы имеют очень серьёзное влияние.

## Стабильность, нестабильность и взаимодействие четырёх уровней процесса
Криц рассматривает симптомы и проблемы, с которыми люди обращаются к психотерапии и консультированию или коучингу, как модели нестабильных процессов. Эти практики были более приемлемыми и функциональными на ранних стадиях развития, но не адаптировались к новым условиям. Это произошло потому, что человеческий опыт, на обоих уровнях индивидуальных и социальных систем, состоит с повторяемого отказа от эффективных моделей процессов, как только появляются новые трудности в процессе развития. Например, разные модели взаимодействия являются необходимыми на уровне семьи, учитывая, что: ребёнок только родился, или посещает детский сад или школу, достигает зрелости, получает профобразование и т. д. Это же самое применяется к организации психологических процессов самого ребёнка. Так же и компании должны изменять свою структуру и процессы из-за стремительного развития бизнеса.

### Аттракторы значения
Для психотерапии, консультирования и коучинга вопрос стабильности или сверх стабильности, так же как изменений и новых адаптаций, имеет большое значение. Модель и понимание этих феноменов — это теория междисциплинарных систем синергетики, которая в свою очередь, вытекает из теории нелинейных динамических систем (non-linear dynamic systems). Это связано с процессами самоорганизации (self-organization), в которых большое количество компонентов формируют законы или модели, которые потом влияют на дальнейшую динамику развития компонентов. Такие динамические устойчивости или законы называют аттракторами, точками притяжения. Впрочем, теория человекоцентрированных систем не имеет прямого отношения к феноменам, для которых важными являются энергичные процессы. Это, по большей части, относится к психосоциальным феноменам естественных наук, для которых смысл и значение важны. Таким образом, Криц использует структурно-научную версию синергетики как базис для модели. Он определяет аттракторы, как аттракторы значения (нем. Sinnattraktor; англ. meaning attractor), которые описывают снижение широких возможностей понимания и коммуникации, которые обеспечивают уверенность и стабильность во время ограничения изменения, адаптации и креативности. Соответственно, задачей психотерапии, консультирования и коучинга должна была бы быть поддержка изменения сверхстабильных аттракторов значения (которые проявляются как симптомы и проблемы в психологических процессах и взаимодействиях) в их адаптации к заданиям развития. Этот процесс разворачивается в фазовом переходе (phase transition) — переходе от одного порядка к другому. Симптомы или порядки связанные с потерями дестабилизируются, и, таким образом, могут появляться новые порядки, которые имеют бо́льшую способность справляться с новыми условиями.

### По восходящей и по нисходящей
Стабильность, нестабильность и порядок-порядок (order-order) переходов (фазовых переходов) можно детально описать с помощью принципов синергетики. Самоорганизованные законы или же аттракторы, таким образом, исходят из процессов обратной реакции между микро и макроуровнями. В терминах восприятия это иллюстрируется уже около сотни лет гештальтпсихологией, использующей термин «мелодия». Мелодия проявляется по восходящей («bottom-up») с нот. Хотя, в то же время, эта мелодия действует на восприятие тонов «по нисходящей». Например, один и тот же физический тон воспринимается как «смягчающий тоник» («soothing tonic») или как «отягощенная напряжением доминанта» («tension-laden dominant»), в зависимости от контекста мелодии. Так же, слова создают конкретные связи с другим человеком (по восходящей) при условии, что значение следующих слов понятно из контекста (по нисходящей).

### Комплексное взаимодействие
Базовые условия для самоорганизованных порядков (таких как аттракторы) обусловливаются внешней средой системы. У теории человекоцентрированных систем условия окружения представлены на каждом уровне соответствующими другим уровням, что выливается в комплексное взаимодействие всех уровней.

## Комплементарность объективной и субъективной концепций
Криц отмечает важность разделения объективных и субъективных концепций и в то же время подчёркивает их взаимодополняемость. В естественных науках объекты не имеют способности отображать и интерпретировать их ситуацию, так же как и не действуют относительно обстоятельств. Учитывая это, научная синергетика, в первую очередь, занимается отношением между самоорганизованной системой и её средой. В отношении людей разница кардинальная. Вот почему возникает вопрос, касается это условий, описываемых наблюдателями (учёными, терапевтами), или это относительно условий, в которых находятся сами клиенты. Этот вопрос концепции уже обсуждался в биосемиотике столетие назад, касательно животного мира, что привело к разграничениям двух понятий «окружение» (environment) и «окружающая среда» (Umwelt). Для мира человека термин «жизненный мир» (нем. Lebenswelt; англ. lifeworld) является более оптимальным, чем «окружающая среда» (нем. Umwelt). Жизненный мир характеризируется, в первую очередь, неисчерпаемым ресурсом между субъектно согласованными символами, что делает человека «символическим животным».
Разные аспекты объясняют, почему объективные результаты диагностики только частично относятся к уязвимости субъекта. Это также относится к объективно установленным (или официально приписанным) требованиям к лицу противодействия тому, кому это выгодно. Оба аспекта важны для понимания и не могут выдаваться один вместо другого. Криц критикует позицию, по которой множество концептов, таких как «стресс» или «резервы», часто описываются на основании «объектов»-факторов, таких как шум или деньги, в то время как другие аспекты, например, отсутствие благодарности, могут также быть важнее для опыта и действий субъекта.